# WASP-72
WASP-72 — звезда в созвездии Печи на расстоянии около 1108 световых лет от нас. Вокруг звезды обращается, как минимум, одна планета.

## Характеристики
WASP-72 представляет собой проэволюционировавшую звезду. Масса звезды равна 1,33 солнечной, а радиус — 1,71 солнечного. Температура поверхности звезды составляет приблизительно 6250 кельвинов.